# Зеленевичи
Зеленевичи (бел. Зеляневічы) — агрогородок в Пружанском районе Брестской области Белоруссии. Входит в состав Зеленевичского сельсовета.

## История
После 3-го раздела Речи Посполитой деревня стала частью Российской империи в составе Лысковской волости Волковысского уезда Гродненской губернии.
В 1921-39 гг. населённый пункт входил в состав Лысковской гмины Волковысского повета Белостокского воеводства II Речи Посполитой.
После т. н. польского похода Красной армии деревня вошла в состав БССР, с 15 января 1940 года входила в Ружанский район Брестской области (с 8 января по 19 июня 1954 года — Гродненской области), с 12 октября 1962 года — в Пружанский район Брестской области.
Во время Великой Отечественной войны деревня была оккупирована немецко-фашистскими войсками в конце июня 1941 года и освобождена 17 июля 1944 года.
Ныне Зеленевичи составляют практически одно целое с деревнями Зиновичи и Ярошевичи.
До 2010 года Зеленевичи имели статус деревни.